# National Film Award/Bester Kinderfilm
Die Gewinner des National Film Award der Kategorie Bester Kinderfilm (Best Children’s Film) waren:
| Jahr | Film                    | Sprache    | Regisseur        | Produzent                        |
| ---- | ----------------------- | ---------- | ---------------- | -------------------------------- |
| 1977 | Safed Hathi             | Hindi      | Tapan Sinha      |                                  |
| 1985 | Azadi Ki Or             | Hindi      | P. S. Prakash    |                                  |
| 1987 | Swami                   | Hindi      | Shankar Nag      |                                  |
| 1989 | Ankur Maina Aur Kabutar | Hindi      | Madan Bawaria    |                                  |
| 1993 | Abhay                   | Hindi      | Annu Kapoor      |                                  |
| 1995 | Halo                    | Hindi      | Santosh Sivan    |                                  |
| 1996 | Damu                    | Bengalisch | Raja Sen         |                                  |
| 2002 | Baaja                   | Hindi      | A. K. Bir        |                                  |
| 2004 | Chutkan Ki Mahabharat   | Hindi      | Sankalp Meshram  | Children’s Film Society of India |
| 2005 | The Blue Umbrella       | Hindi      | Vishal Bharadwaj | UTV Motion Pictures              |
| 2006 | Care of Footpath        | Kannada    | S. S. Kishan     | Shylaja Shrikanth                |
| 2007 | Foto                    | Hindi      | Virendra Saini   | Children’s Film Society of India |
| 2008 | Gubbachigalu            | Kannada    | Abhaya Simha     | Media House Studio               |

Derzeit erhalten Produzent und Regisseur des Gewinnerfilms je einen Swarna Kamal und ein Preisgeld von 150.000 Rupien.